# إي. برستون أميس
إي. برستون أميس (بالإنجليزية: E. Preston Ames)‏ هو مصمم إنتاجي أمريكي، ولد في 15 يوليو 1906 في سان ماتيو في الولايات المتحدة، وتوفي في 20 يوليو 1983 في لوس أنجلوس في الولايات المتحدة.

## وصلات خارجية
- إي. برستون أميس على موقع IMDb (الإنجليزية)
- إي. برستون أميس على موقع قاعدة بيانات الفيلم (الإنجليزية)